# Oceano Giapeto

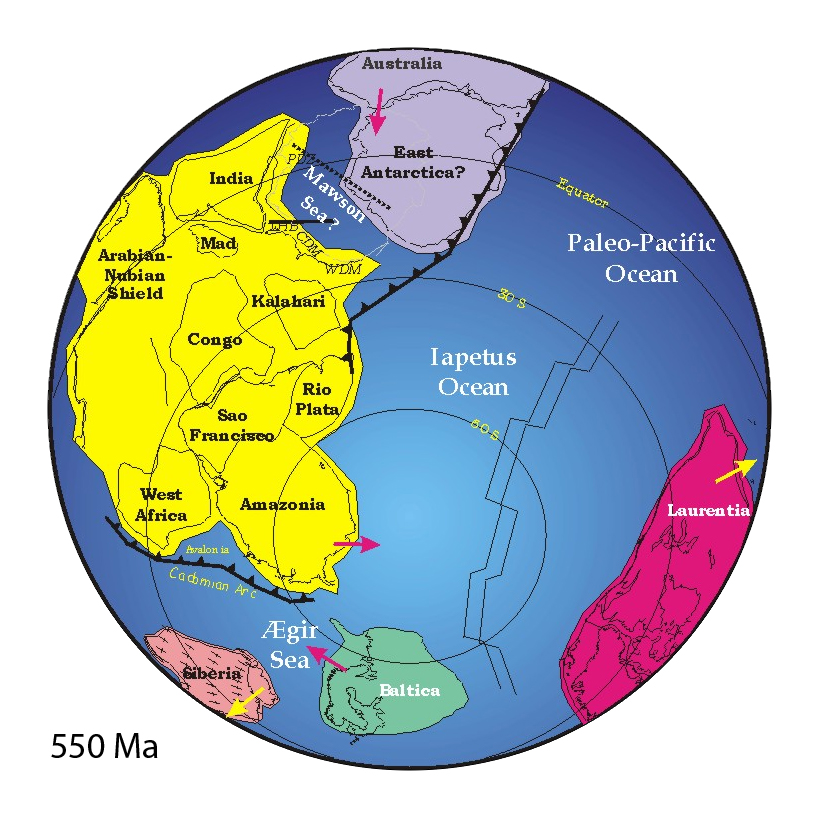
L'oceano Giapeto e i continenti

In geologia, l'Oceano Giapeto è un paleo-oceano esistito tra l'era del tardo neoproterozoico e l'inizio dell'era paleozoica (tra i 600 e i 400 milioni di anni fa). L'oceano Giapeto era situato nell'emisfero sud, tra i paleo-continenti del Laurentia, del Baltica  e Avalonia. L'oceano scomparì con le orogenesi acadiana, Caledoniana e Taconica. Quando questi 3 continenti si unirono, formando un unico grande continente chiamato Euramerica (Laurussia). È stato supposto che l'Oceano Giapeto sia stato chiuso a sud dalle orogenesi Famatiniana e Taconica, il che significa che sia avvenuta una collisione tra la Gondwana occidentale e la Laurentia.
Dal momento che l'Oceano Giapeto era collocato tra masse continentali che avrebbero più o meno formato molto più tardi le sponde opposte dell'Oceano Atlantico, può essere considerato a grandi linee come una sorta di precursore di tale oceano.

## Il nome
All'Oceano Giapeto è stato dato il nome del Titano Giapeto, che nella mitologia greca era il padre di Atlante. Tale denominazione fu adottata per la prima volta da Harland e Gayer nel 1972, prima di allora l'Oceano veniva denominato "proto-Atlantico".